# Weippe
Weippe (pronunciado /huí-aip/) es una ciudad ubicada en el condado de Clearwater en el estado estadounidense de Idaho. En el Censo de 2010 tenía una población de 441 habitantes y una densidad poblacional de 405,41 personas por km².

## Geografía
Weippe se encuentra ubicada en las coordenadas 46°22′51″N 115°56′20″O / 46.38083, -115.93889. Según la Oficina del Censo de los Estados Unidos, Weippe tiene una superficie total de 1.09 km², de la cual 1.08 km² corresponden a tierra firme y (0.71%) 0.01 km² es agua.

## Demografía
Según el censo de 2010, había 441 personas residiendo en Weippe. La densidad de población era de 405,41 hab./km². De los 441 habitantes, Weippe estaba compuesto por el 98.41% blancos, el 0% eran afroamericanos, el 0.68% eran amerindios, el 0.23% eran asiáticos, el 0% eran isleños del Pacífico, el 0.23% eran de otras razas y el 0.45% pertenecían a dos o más razas. Del total de la población el 1.81% eran hispanos o latinos de cualquier raza.